# بايزيد باشا
بايزيد باشا (بالتركية الحديثة: Bayezid Paşa)، ويُعرف أيضًا باسم أماسيالي بايزيد باشا (بالتركية الحديثة: Amasyalı Bayezid Paşa) ـ (توفي في يوليو 1421) هو سياسي عثماني، ثامن صدر أعظم في تاريخ الدولة العثمانية والثاني في عهد السلطان محمد الأول والأول في عهد السلطان مراد الثاني، دامت ولايته لثمان سنوات من سنة 1413 إلى سنة 1421.